# Toyota Celica TCT
De Toyota Celica TCT, voluit Toyota Celica Twin Cam Turbo, is een rallyauto, die door Toyota werd ingezet tijdens het Groep B-segment in het Wereldkampioenschap Rally tussen 1983 en 1986.

## Geschiedenis
De Toyota Celica TCT had een merkwaardig ontwerp voor die tijd. Ruim twee jaar eerder bewees de Audi quattro de kracht en efficiëntie van vierwielaandrijving. Toyota besloot echter geen gebruik te maken van het gros aan voordelen die de nieuwe Groep B klasse met zich mee bracht, en kwamen aanzetten met een relatief conventionele achterwielaandrijver. Daarbovenop maakte ze gebruik van een achteras met bladveren en een voorin geplaatste motor die enkel twee kleppen per cilinder telde, waardoor het een vrij gedateerd ontwerp bleek.
Een flink opgevoerde injectiemotor en turboaandrijving zorgde er wel voor dat de auto erg krachtig was en dat er hoge top snelheden mee konden worden bereikt. Het conventionele ontwerp betekende ook dat de auto doorgaans betrouwbaar was.

### Competitief
De limieten die het met zich mee bracht liet zien dat de auto niet competitief kon zijn in Europese evenementen, maar Toyota excelleerde juist in langeafstandsevenementen in Afrika, die grotendeels bestonden uit lange stroken aan wegen. Toyota's kopman Björn Waldegård bewees in het debuutjaar van de auto in 1983 al de voordelen hiervan, toen hij de Rally van Ivoorkust won. Het jaar daarop werd ook de prestigieuze Safari Rally gewonnen, en tot aan het seizoen 1986 (het laatste jaar onder Groep B regels) zou Toyota in deze rally's de dienst uitmaken. Hiermee werd de basis gelegd op de toekomstige successen die het merk op naam zou schrijven in het WK.

## Specificaties
| Toyota Celica TCT     | Toyota Celica TCT | Toyota Celica TCT         |
| --------------------- | ----------------- | ------------------------- |
| Carrosserie           | Merk              | Toyota                    |
| Carrosserie           | Type              | Celica Twin Cam Turbo     |
| Carrosserie           | Body              | Coupé, 2-deurs            |
| Carrosserie           | Materiaal         | Staal en glasvezel        |
|                       |                   |                           |
| Afmetingen en gewicht | Lengte            | 4284 mm                   |
| Afmetingen en gewicht | Breedte           | 1785 mm                   |
| Afmetingen en gewicht | Hoogte            | 1310 mm                   |
| Afmetingen en gewicht | Wielbasis         | 2500 mm                   |
| Afmetingen en gewicht | Gewicht           | 1040 kg                   |
|                       |                   |                           |
| Technisch             | Motor             | 4 cilinder, in-lijn turbo |
| Technisch             | Motor positie     | Voor, longitudinaal       |
| Technisch             | Capaciteit        | 2090 cc                   |
| Technisch             | Boring × Slag     | 89 × 84                   |
| Technisch             | Kleppen per cil.  | 2                         |
| Technisch             | Nokkenas          | 2 ohc                     |
| Technisch             | Vermogen          | 370 Pk/8500 tpm           |
| Technisch             | Max. koppel       | 355 Nm/5000 tpm           |
| Technisch             | Verbranding       | Injectie                  |
| Technisch             | Transmissie       | 5-versnellingsbak         |
| Technisch             | Aandrijving       | RWD                       |
| Technisch             | Ophanging         | McPherson                 |

## Complete resultaten in het Wereldkampioenschap Rally
| Seizoen | Rijders         | 1   | 2   | 3   | 4   | 5   | 6   | 7   | 8   | 9   | 10  | 11  | 12  | 13  | Pos. | Punten |
| ------- | --------------- | --- | --- | --- | --- | --- | --- | --- | --- | --- | --- | --- | --- | --- | ---- | ------ |
| 1983    |                 | MON | ZWE | POR | KEN | FRA | GRI | NZL | ARG | FIN | ITA | IVK | GBR |     | 6    | 24     |
| 1983    | Björn Waldegård |     |     |     |     |     |     |     |     | 12  |     | 1   | NF  |     | 6    | 24     |
| 1983    | Juha Kankkunen  |     |     |     |     |     |     |     |     | 6   |     | NF  | 7   |     | 6    | 24     |
| 1983    | Per Eklund      |     |     |     |     |     |     |     |     |     |     | 3   | NF  |     | 6    | 24     |
| 1984    |                 | MON | ZWE | POR | KEN | FRA | GRI | NZL | ARG | FIN | ITA | IVK | GBR |     | 4    | 62     |
| 1984    | Björn Waldegård |     |     | NF  | 1   |     |     | 5   |     | NF  |     |     | NF  |     | 4    | 62     |
| 1984    | Juha Kankkunen  |     |     | NF  |     |     |     | NF  |     | 5   |     |     | NF  |     | 4    | 62     |
| 1984    | Per Eklund      |     |     |     | NF  |     |     |     |     |     |     |     | 3   |     | 4    | 62     |
| 1985    |                 | MON | ZWE | POR | KEN | FRA | GRI | NZL | ARG | FIN | ITA | IVK | GBR |     | 5    | 44     |
| 1985    | Björn Waldegård |     |     |     | 2   |     |     | NF  |     | 7   |     | 2   | NF  |     | 5    | 44     |
| 1985    | Juha Kankkunen  |     |     |     | 1   |     |     | NF  |     | NF  |     | 1   | 5   |     | 5    | 44     |
| 1986    |                 | MON | ZWE | POR | KEN | FRA | GRI | NZL | ARG | FIN | IVK | ITA | GBR | VST | 6    | 20     |
| 1986    | Björn Waldegård |     |     |     | 1   |     |     |     |     |     | 1   |     |     | 5   | 6    | 20     |
| 1986    | Lars-Erik Torph |     |     |     | 2   |     |     |     |     |     | 2   |     |     | 4   | 6    | 20     |
| 1986    | Erwin Weber     |     |     |     | 4   |     |     |     |     |     | 3   |     |     |     | 6    | 20     |
| 1986    | Steve Millen    |     |     |     |     |     |     |     |     |     |     |     |     | NF  | 6    | 20     |